# Olympische Sommerspiele 2024/Schwimmen – 200 m Brust (Frauen)
Der Schwimmwettkampf über 200 Meter Brust der Frauen bei den Olympischen Spielen 2024 in Paris wurde am 31. Juli und 1. August 2024 in der Paris La Défense Arena ausgetragen werden. Titelverteidigerin war die Südafrikanerin Tatjana Schoenmaker, die in Tokio in Weltrekordzeit von 2:18,95 Minuten gewann.

## Rekorde
Vor Beginn der Olympischen Spiele waren folgende Rekorde gültig:
| Weltrekord         | Jewgenija Tschikunowa | 2:17,55 min | Kasan | 21. April 2023 |
| Olympischer Rekord | Tatjana Schoenmaker   | 2:18,95 min | Tokio | 30. Juli 2021  |

## Titelträgerinnen
| Olympische Spiele 2020       | Tatjana Schoenmaker | 2:18,95 min | Tokio             |
| Weltmeisterschaften 2024     | Tes Schouten        | 2:19,81 min | Doha              |
| Afrikaspiele 2023            | Hamida Nefsi        | 2:33,33 min | Accra             |
| Panamerikanische Spiele 2023 | Sydney Pickrem      | 2:23,39 min | Santiago de Chile |
| Asienspiele 2022             | Ye Shiwen           | 2:23,84 min | Hangzhou          |
| Europameisterschaft 2022     | Lisa Mamié          | 2:23,27 min | Rom               |
| Pazifikspiele 2023           | Lara Grangeon       | 2:38,61 min | Honiara           |

## Qualifikation
Als Olympische Normzeit (OQT) wurde eine Zeit von 2:23,91 Minuten festgelegt. Athletinnen die diese Zeit im Qualifikationszeitraum (1. März 2023 bis 23. Juni 2024) erreichen dürfen an den Start gehen. Die Anzahl der Athletinnen ist auf maximal zwei pro NOK beschränkt. Darüber hinaus werden weitere Plätze an Schwimmerinnen vergeben, die die Olympische Basiszeit (OCT) von 2:24,63 Minuten geschwommen sind (maximal eine Schwimmerin pro NOK). Über Universalstartplätze besteht eine weitere Chance für die Teilnahme, auch für Athletinnen die keine der beiden Normzeiten schwimmen konnten.

## Ergebnisse

### Vorläufe
Die 16 schnellsten Athletinnen qualifizierten sich für das Halbfinale.
| Rang | Lauf | Bahn | Athletin            | Nation                         | Zeit        | Anmerkung |
| ---- | ---- | ---- | ------------------- | ------------------------------ | ----------- | --------- |
| 1    | 1    | 4    | Tatjana Smith       | Südafrika                      | 2:21,57 min | Q         |
| 2    | 2    | 4    | Tes Schouten        | Niederlande                    | 2:23,08 min | Q         |
| 3    | 3    | 4    | Kate Douglass       | Vereinigte Staaten             | 2:23,44 min | Q         |
| 4    | 3    | 3    | Ye Shiwen           | China                          | 2:23,67 min | Q         |
| 5    | 1    | 6    | Kaylene Corbett     | Südafrika                      | 2:23,85 min | Q         |
| 6    | 3    | 2    | Satomi Suzuki       | Japan                          | 2:23,80 min | Q         |
| 7    | 1    | 5    | Mona McSharry       | Irland                         | 2:23,98 min | Q         |
| 8    | 2    | 3    | Jenna Strauch       | Australien                     | 2:24,38 min | Q         |
| 9    | 2    | 7    | Jessica Vall        | Spanien                        | 2:24,52 min | Q         |
| 10   | 1    | 3    | Kotryna Teterevkova | Litauen                        | 2:24,59 min | Q         |
| 11   | 3    | 5    | Lilly King          | Vereinigte Staaten             | 2:24,91 min | Q         |
| 12   | 2    | 2    | Kelsey Wog          | Kanada                         | 2:25,11 min | Q         |
| 13   | 2    | 6    | Sydney Pickrem      | Kanada                         | 2:25,45 min | Q         |
| 14   | 3    | 6    | Ella Ramsay         | Australien                     | 2:25,61 min | Q         |
| 15   | 3    | 7    | Francesca Fangio    | Italien                        | 2:25,85 min | Q         |
| 16   | 1    | 2    | Kristýna Horská     | Tschechien                     | 2:26,28 min | Q         |
| 17   | 2    | 1    | Lisa Mamié          | Schweiz                        | 2:26,39 min |           |
| 18   | 2    | 8    | Macarena Ceballos   | Argentinien                    | 2:26,55 min |           |
| 19   | 2    | 5    | Thea Blomsterberg   | Dänemark                       | 2:27,81 min |           |
| 20   | 1    | 1    | Sophie Hansson      | Schweden                       | 2:28,10 min |           |
| 21   | 1    | 7    | Alina Smuschka      | Individuelle Neutrale Athleten | 2:28,19 min |           |
| 22   | 3    | 1    | Letitia Sim         | Singapur                       | 2:29,46 min |           |
| 23   | 3    | 8    | Eneli Jefimova      | Estland                        | 2:30,68 min |           |

### Halbfinale
Die 8 schnellsten Athletinnen qualifizierten sich für das Finale.
| Rang | Lauf | Bahn | Athletin            | Nation             | Zeit        | Anmerkung |
| ---- | ---- | ---- | ------------------- | ------------------ | ----------- | --------- |
| 1    | 2    | 5    | Kate Douglass       | Vereinigte Staaten | 2:19,74 min | Q         |
| 2    | 2    | 4    | Tatjana Smith       | Südafrika          | 2:19,94 min | Q         |
| 3    | 1    | 4    | Tes Schouten        | Niederlande        | 2:22,74 min | Q         |
| 4    | 1    | 3    | Kaylene Corbett     | Südafrika          | 2:22,87 min | Q         |
| 5    | 1    | 5    | Ye Shiwen           | China              | 2:23,13 min | Q         |
| 6    | 2    | 7    | Lilly King          | Vereinigte Staaten | 2:23,25 min | Q         |
| 7    | 1    | 2    | Kotryna Teterevkova | Litauen            | 2:23,42 min | Q         |
| 8    | 2    | 3    | Satomi Suzuki       | Japan              | 2:23,54 min | Q         |
| 9    | 2    | 1    | Sydney Pickrem      | Kanada             | 2:24,03 min |           |
| 10   | 1    | 6    | Jenna Strauch       | Australien         | 2:24,05 min |           |
| 11   | 2    | 6    | Mona McSharry       | Irland             | 2:24,48 min |           |
| 12   | 1    | 1    | Ella Ramsay         | Australien         | 2:24,56 min |           |
| 13   | 1    | 7    | Kelsey Wog          | Kanada             | 2:24,82 min |           |
| 14   | 2    | 8    | Francesca Fangio    | Italien            | 2:25,39 min |           |
| 15   | 1    | 8    | Kristýna Horská     | Tschechien         | 2:25,77 min |           |
| 16   | 2    | 2    | Jessica Vall        | Spanien            | 2:26,22 min |           |

### Finale
| Rang | Bahn | Athletin            | Nation             | Zeit        | Anmerkung |
| ---- | ---- | ------------------- | ------------------ | ----------- | --------- |
| 1    | 4    | Kate Douglass       | Vereinigte Staaten | 2:19,24 min | AM        |
| 2    | 5    | Tatjana Smith       | Südafrika          | 2:19,60 min |           |
| 3    | 3    | Tes Schouten        | Niederlande        | 2:21,05 min |           |
| 4    | 8    | Satomi Suzuki       | Japan              | 2:22,54 min |           |
| 5    | 1    | Kotryna Teterevkova | Litauen            | 2:23,75 min |           |
| 6    | 2    | Ye Shiwen           | China              | 2:24,31 min |           |
| 7    | 6    | Kaylene Corbett     | Südafrika          | 2:24,46 min |           |
| 8    | 7    | Lilly King          | Vereinigte Staaten | 2:25,91 min |           |